# 西日本社会人サッカー大会
西日本社会人サッカー大会 (にしにほんしゃかいじんサッカーたいかい) は、2016年まで開催されていた各地域の社会人代表チームが集うサッカー大会である。

## 大会方式
関西、中国、四国、九州の4つの地域リーグの前年度の上位2チームが出場し、4つの地域リーグが持ち回りにより開催する。
大会期間は2日間で、4チームずつの2グループに分かれて1日目 (土曜日) に準決勝、2日目 (日曜日) に決勝戦・3位決定戦を行い、グループ毎の1位～4位を決定する。試合時間は90分であり、勝敗未決着の場合はPK戦にて勝敗を決める（延長戦は行わない）。

### 第30回(2011年)までの大会方式
大会期間は3日間。前日の勝者同士・敗者同士の組み合わせで全クラブが3日間で3試合を戦い、その結果をもって1位から8位までの全順位を決定する。

## 歴代結果
チーム名の後ろの括弧は前年度の所属リーグ。
| 回 | 年   | 優勝                                        | 得点                                        | 準優勝                                      | 開催地 |
| -- | ---- | ------------------------------------------- | ------------------------------------------- | ------------------------------------------- | ------ |
| 16 | 1997 | マツダSC (中国)                             |                                             | 帝人 (四国)                                 | 香川   |
| 17 | 1998 | ヴォルカ鹿児島 (九州)                       | 0 - 0 aet (PK 5 - 3)                        | 佐川急便SC (関西)                           | 岡山   |
| 18 | 1999 | 佐川急便SC (関西)                           |                                             | 広島フジタSC (中国)                         | 岡山   |
| 19 | 2000 | 佐川急便SC (関西)                           |                                             | 新日鐵大分 (九州)                           | 大分   |
| 20 | 2001 | 佐川急便SC (関西)                           |                                             | SC鳥取 (中国)                               | 岡山   |
| 21 | 2002 | 佐川印刷SC (関西)                           | 2 - 0                                       | 新日鐵大分 (九州)                           | 熊本   |
| 22 | 2003 | 佐川印刷SC (関西)                           | 4 - 3                                       | アイン食品 (関西)                           | 兵庫   |
| 23 | 2004 | 沖縄かりゆしFC (九州)                       | 6 - 1                                       | アイン食品 (関西)                           | 高知   |
| 24 | 2005 | 三菱自動車水島FC (中国)                     | 3 - 0                                       | 南国高知FC (四国)                           | 高知   |
| 25 | 2006 | FC琉球 (九州)                               | 2 - 0                                       | ロッソ熊本 (九州)                           | 熊本   |
| 26 | 2007 | FC Mi-O びわこ (関西)                       | 1 - 1 aet (PK 3 - 0)                        | バンディオンセ神戸 (関西)                   | 山口   |
| 27 | 2008 | 中止                                        | 中止                                        | 中止                                        | 岡山   |
| 28 | 2009 | アイン食品 (関西)                           | 1 - 1 aet (PK 5 - 4)                        | 徳島ヴォルティス2nd (四国)                  | 高知   |
| 29 | 2010 | カマタマーレ讃岐 (四国)                     | 1 - 1 aet (PK 5 - 4)                        | 徳島ヴォルティス2nd (四国)                  | 大分   |
| 30 | 2011 | レノファ山口FC(中国) カマタマーレ讃岐(四国) | レノファ山口FC(中国) カマタマーレ讃岐(四国) | レノファ山口FC(中国) カマタマーレ讃岐(四国) | 大阪   |

| 回 | 年   | Iグループ 1位       | IIグループ 1位              | 開催地 |
| -- | ---- | ------------------- | --------------------------- | ------ |
| 31 | 2012 | HOYO大分 (九州)     | FC KAGOSHIMA (九州)         | 高知県 |
| 32 | 2013 | 黒潮FC (四国)       | ヴォルカ鹿児島 (九州)       | 大分県 |
| 33 | 2014 | 松江シティFC (中国) | アミティエSC (関西)         | 広島県 |
| 34 | 2015 | 奈良クラブ (関西)   | FC大阪 (関西)               | 兵庫県 |
| 35 | 2016 | 松江シティFC (中国) | アルテリーヴォ和歌山 (関西) | 高知県 |